# Tinggarjaya (Sidareja)
Tinggarjaya is een bestuurslaag in het regentschap Cilacap van de provincie Midden-Java, Indonesië. Tinggarjaya telt 7733 inwoners (volkstelling 2010).